# Птераклы
Птераклы, или веерные морские лещи (лат. Pteraclis), — род лучепёрых рыб из семейства морские лещи.

## Описание
Голова и туловище сильно сжаты с боков. Тело продолговатое, значительно удлиненное, равномерно снижающееся к основанию. Тело высокое впереди и постепенно сужающееся и утончающееся кзади. Глаза большие. Чешуя покрывает голову и тело. Чешуя крупная (на голове и груди мелкая), плотная, с горизонтальной канавкой или выемкой проходящей по середине чешуи. Рыло короткое и значительно выступает вперед рта. Рот почти вертикальный. Зубы мелкие и тонкие, находятся на челюстях, сошнике, нёбных и языке. Ноздрей две пары: передняя ноздря открывается круглым отверстием. Спинной плавник начинается на рыле содержит постепенно увеличивающиеся в высоту колючие лучи. Кости головы очень тонкие. Плевральные ребра длинные и тонкие, сильно наклонены назад. Спинной и анальный плавники не покрыты чешуёй и могут полностью складываться. Брюшные плавники расположены на горле перед грудными плавниками. Плавательный пузырь маленького размера.

## Систематика и ареал
Род Pteraclis представлен тремя видами, населяющими тропические и умеренные воды всех океанов. Систематика рода недостаточно разработана из-за редкости рыб.
- Pteraclis aesticola (D. S. Jordan & Snyder, 1901) — Тихоокеанский птеракл — населяет северную часть Тихого океана (воды Японии, Гавайев, Калифорнии)[3]
- Pteraclis carolinus Valenciennes, 1833 — Атлантический птеракл — населяет Атлантический океан[3]
- Pteraclis velifera (Pallas, 1770) — Индо-тихоокеанский птеракл, или индо-тихоокеанский веерный лещ — населяет южную часть Индийского океана и юго-западную часть Тихого океана[3].